# Ёлки последние
«Ёлки последние» — российский комедийный новогодний фильм 2018 года режиссёров Тимура Бекмамбетова, Егора Баранова, Анны Пармас и Александра Котта, а также продюсера Тимура Бекмамбетова (который и создал эту франшизу). Картина является седьмой основной во франшизе «Ёлки», не считая спин-оффа «Ёлки лохматые» (2014). В главных ролях: Иван Ургант, Сергей Светлаков, Дмитрий Нагиев, Вера Брежнева и Елена Яковлева. Фильм был снят студией "Базелевс Продакшн" совместно с компанией "ТаББаК". 
По сюжету, девушка с двумя детьми спасает одинокого дедушку, с которым не хочет видеться оставленный им некогда сын; тюменский подросток помогает дяде Юре сделать предложение своей разведённой матери; Борис делает всё возможное, чтобы его лучший друг Женя не переехал с семьёй в Якутию; пермские спортсмены мечтают покорить красивую девушку-продавщицу «McDonald’s» и ради этого готовы на самые дерзкие поступки, а продавщица вокзального ларька из Воронежа отправляется в путешествие, чтобы в поезде встретиться с мужчиной своей мечты — актёром Комаровским.
Премьера «Ёлок последних» состоялась 27 декабря 2018 года. «Ёлки последние» были встречены критиками неоднозначными оценками. Критиковался вторичный сюжет и сценарий, однако игра актёров и юмор получили положительную оценку. В мировом прокате фильм собрал более 730 миллионов рублей, при бюджете в 230 000 000 рублей, что делает седьмую ленту самой дорогой в серии, а также достаточно прибыльной.
Несмотря на «громкое» название фильма, после "Ёлок последние" вышли еще несколько фильмов серии: "Ёлки 8" (2021), "Ёлки 9" (2022), "Ёлки 10" (2023), "Ёлки 11" (2024), и "Ёлки 12" (2025). 

## Сюжет
В киноальманах войдет пять новогодних историй. В новелле «Сосны» миллениал поможет своему брутальному отчиму дяде Юре сделать предложение руки и сердца. В «Братьях» неразлучные друзья Боря и Женя вновь окажутся на грани расставания, потому что Женя собирается вернуться в Якутск. Лыжник и сноубордист перевернут весь город ради улыбки одной красавицы в новелле «Ресторан быстрого знакомства». «Вокзал на троих» расскажет историю о простой девушке из Воронежа, отправившейся в погоню за своим счастьем — столичным актером Комаровским, а в новелле «Вредный дедушка» Снегурочка поедет спасать одинокого, но очень ворчливого дедушку.

## В ролях
| Актёр                   | Роль                                    |
| ----------------------- | --------------------------------------- |
| Константин Хабенский    | рассказчик озвучка                      |
| Иван Ургант             | Боря                                    |
| Сергей Светлаков        | Женя                                    |
| Дмитрий Нагиев          | дядя Юра бывший работник МЧС            |
| Вера Брежнева           | камео                                   |
| Елена Яковлева          | мама Андрея                             |
| Даниил Вахрушев         | Андрей                                  |
| Александр Головин       | Димон сноубордист                       |
| Александр Домогаров мл. | Гриша лыжник                            |
| Дарья Руденок           | Даша продавщица в МакДональдсе          |
| Антон Богданов          | Денис Евгеньевич Прохоров врач          |
| Юрий Кузнецов           | Евгений Валентинович отец Дениса        |
| Валентина Мазунина      | Галя жена Дениса                        |
| Владислав Ветров        | отец Гали                               |
| Даниил Муравьёв-Изотов  | Егор Орлов                              |
| Юлия Александрова       | Марина                                  |
| Андрей Назимов          | Кирилл бывший парень Марины             |
| Таисия Вилкова          | Юлия                                    |
| Владислав Тирон         | Лёша Григорьев муж Юлии                 |
| Алина Алексеева         | Таня                                    |
| Алиса Сапегина          | Оля жена Бориса                         |
| Ирина Архипова          | Оля жена Жени                           |
| Владимир Матвеев        | отец Жени                               |
| Наталия Потапова        | мать Жени                               |
| Галина Стаханова        | Мария Ильинична (баба Маня)             |
| Марк Богатырёв          | Эльдар Комаровский актёр                |
| Екатерина Агеева        | Ира продавщица из привокзального киоска |
| Евгений Егоров          | Саша попутчик Иры                       |
| Антон Филипенко         | дальнобойщик                            |
| Владимир Стержаков      | начальник поезда                        |
| Анна Телицына           | проводница                              |
| Артём Орлов             | полицейский                             |
| Наталья Бочкарёва       | Эльза менеджер кафе                     |
| Леонид Горячев          | кассир в МакДональдсе                   |
| Матвей Якубов           | Боря старший сын Жени                   |
| Имран Челабиев          | сын Бориса                              |
| Вадим Галыгин           | продавец магазина бытовой техники       |
| Владимир Меньшов        | Валерий Михайлович Гаврилов             |
| Павел Баршак            | Ерхов                                   |
| Мария Порошина          | Юлия Михайловна                         |
| Катерина Шпица          | Женя                                    |
| Пётр Фёдоров            | Николай Кравчук                         |
| Валерия Стреляева       | Анастасия Кравчук                       |
| Сергей Походаев         | Вова                                    |
| Алина Булынко           | Варя                                    |
| Виктор Вержбицкий       | Игорь Борисович Воробьёв                |
| Александр Робак         | Коровин                                 |
| Никита Пресняков        | Паша Бондарев                           |
| Саша Спилберг           | камео                                   |

## Приём

### Кассовые сборы
«Ёлки последние» (2018) при бюджете в 230 миллионов рублей собрали около 730 миллионов, что сделало фильм с умеренным кассовым успехом.
Некоторые показатели кассовых сборов за уик-энды:
- 27–30 декабря 2018 года — 179 986 694 691 215 рублей.
- 3–6 января 2019 года — 201 424 015 741 080 рублей, рост на 11,91%.
- 17–20 января 2019 года — 17 3 733 362 рубля, снижение на 86,63%.
- 24–27 января 2019 года — 37 182 729 741 рубль, снижение на 95,11%.

К 3 февраля 2019 года кассовые сборы в России составили 691 660 405 рублей, в России и СНГ — 730 540 538 рублей.

### Критический приём
Отзывы о фильме «Ёлки последние» различаются. Согласно агрегатору рецензий «Критиканство» «Ёлки последние» получили 51/100 на основе 22 рецензий. Некоторые зрители оставили положительные отзывы: Они отметили, что фильм создаёт новогоднее настроение, добрый, семейный, с юмором про любовь, дружбу, семью. Зрители отметили трогательные моменты и актёрскую игру. Некоторые зрители оставили отрицательные отзывы: Они считают, что фильм скучный, однотипный и предсказуемый, не предлагает ничего нового. Некоторые зрители отметили, что в фильме нет взаимосвязи между героями. 
BadComedian:

Евгений Баженов выступил резко отрицательно. Его взгляд заключается в следующем: фильм не предлагает ничего нового и свежего. Автор подчеркивает абсурдность названия, обращая внимание на то, что кроме двух комедийных дуэлянтов, ни один герой или ситуация не указывают на какое-либо окончательное завершение истории. Напротив, фильм усиливает чувство утомленности от бесконечных повтора однотипных анекдотичных ситуаций и штампы продолжают довлеть над оригинальным замыслом. Главный вывод Баженова — «Последний», пожалуй, лишь в том смысле, что дальнейшее продолжение приведет к окончательному уничтожению памяти о сериале.
Искусство кино:

Ольга Касьянова предложила интересное сравнение с классическим советским кино, отметив, что весь фильм пропитан намеками на известные советские комедии Эльдара Рязанова («Карнавальная ночь») и Леонида Гайдая («Иван Васильевич меняет профессию»). Она утверждает, что такое обращение к наследию советской культуры призвано смягчить очевидные минусы современного сценария, одновременно вызывая ощущение неловкости от устаревшего формата. Один из центральных вопросов, заданных Ольгой: почему, имея возможность продолжить развитие идеи подлинной романтической линии, создатели предпочли остановиться на аллюзиях и клише?
Фильм.ру:

Егор Беликов описывает опыт просмотра как анти-новогодний подарок, погружающий зрителя в депрессивное состояние, лишённое какого-либо элемента новогоднего праздника. Шутки оказываются настолько старыми и известными, что зритель заранее догадывается, как закончится каждая сцена. Егор акцентирует внимание на режиссёрском подходе, называя его механической последовательностью кадров, делающей невозможным возникновение настоящих эмоций.
Российская газета:

Алексей Литовченко придерживается позиции, согласно которой фильм фактически представляет собой коллекцию слабо связанных рассказов, соединяемых рамочным сюжетом о грядущем конце «Ёлок». Основной недостаток, по мнению Алексея, кроется в полном игнорировании возможности создания живых, интересных персонажей. Каждую из пяти историй, входящих в фильм, сопровождает устойчивое ощущение дежавю, словно авторы решили проверить терпение зрителя, заставляя повторно переживать одинаковые события. Литвинченко замечает, что даже присутствие знаменитых российских артистов не способно скрыть убогость сценария.
Meduza:

Антон Долин подчеркнул особое значение контекста в восприятии фильма. Своей рецензией он отметил, что просмотр позволяет временно уйти от повседневных проблем, окунувшись в уютный и безопасный мир, полный беззаботности и гармонии. Он видит попытку авторов объединить всю российскую территорию в единое пространство, свободное от политических и социальных напряженностей. Благодаря этому зритель получает возможность почувствовать тепло дружеских отношений и семейное счастье, пусть и представленное в утрированной форме.
КиноРепортер:

Сергей Сергиенко восхищается мастерством постановки и способностью создателей поддерживать постоянный интерес зрителя, несмотря на многократное воспроизведение похожих сюжетов. Он отмечает великолепный ансамбль актёров, прекрасно справляющихся с поставленными задачами, и выделяет оригинальную концепцию единства страны, поддерживаемую жанровой структурой альманаха. Главное достижение, по словам Сергея, — гармоничное сочетание хорошо известной рецептуры с современным взглядом на жизнь.
Вокруг ТВ:

Анна Ентякова критикует практику навязывания продуктов и брендов через продакт-плейсмент, которая доминирует в структуре фильма. Она обвиняет авторов в злоупотреблении техникой скрытой рекламы, говоря, что вместо полноценного сюжета зрители получают сборник рекламных объявлений, объединённый псевдоисторическими линиями. Герои действуют механично, произнося заученные реплики, которые служат прикрытием для продвижения товаров и услуг.
Weburg:

Дарья Лошакова подводит итог своему опыту просмотра словами о полной безнадежности этой версии франшизы. Она настаивает, что в данном случае старые рецепты приготовления новогоднего блюда перестали действовать, превратившись в элементарный маркетинговый инструмент, неспособный доставить удовольствие зрителю. Она полагает, что единственная причина посетить кинотеатр — убедиться лично, что последняя версия действительно столь ужасна, как заявлено.
InterMedia:

Денис Ступников подробно рассматривает технические аспекты производства, отмечая, что, помимо устранения потенциально конфликтных деталей (таких как собаки и исторические элементы интерьера), фильм сохранил традиционный формат и структуру. Вместе с тем он признаёт наличие многочисленных мелких огрехов, снижающих общий эффект. Впрочем, главную проблему Денис видит в неспособности заинтересовать целевую аудиторию свежими идеями и актуальной повесткой дня.
Киномания:

Денис Крюков защищает классический подход к формированию структуры фильма, используя в качестве аргумента преемственность поколений и стилей. Он называет рецепт франшизы идеальным и обоснованным выбором, позволяющим зрителям ежегодно возвращаться в знакомый, комфортный мир советского кино, предлагая заново пережить вечные ценности дружбы и взаимопонимания.
Киноафиша:

Вера Алёнушкина критикует выбор мужской тематики в каждом сегменте фильма, усматривая тут проявление сексистских стереотипов. Как правило, мужчины изображаются слабыми и зависимыми от обстоятельств, демонстрируя полное несоответствие действительности и тенденциям современной реальности. Такая подача, по мнению Веры, создаёт ложные представления о мужчинах и женщинах, углубляет культурные различия и мешает воспринимать кино всерьез.
Кино@mail.ru:

Борис Гришин даёт среднюю оценку фильму, замечая признаки усталости и подавленного состояния героев. Во многом сами актёры чувствуют себя уставшими и вынуждены воспроизводить однажды созданные амплуа, теряя надежду пробудить истинные эмоции у зрителей. Борис приходит к выводу, что франшиза подошла к концу, оставив неизгладимый след в культуре и сердцах россиян, но окончательно утратив способность вдохновлять и радовать.
Настоящее кино:

Сергей Горбачев обрушил огонь критики на фильм, определив его как произведение, потерянное в пространстве и времени. Он счел единственным достоинством то, что фильм официально признан последним, избавляя общество от дальнейших экспериментов подобного типа. Отсутствие реальных характеров и жизненных драм делает фильм набором коммерческих лозунгов, предлагаемых потребителю под видом искусства.
TramVision:

Эрик М. Кауфман заканчивает обзор рекомендацией подготовиться к расставанию с франшизой. Его посыл прост: хватит экспериментов, остановитесь! Он призывает читателей подумать дважды, прежде чем потратить деньги на билет, уверяя, что впечатления останутся далеко не самыми лучшими.
Фонтанка:

Иван Чувиляев обращается к традиционной русской мудрости, определяя суть успеха франшизы «Ёлки» понятием народной любви к новогодним праздникам и знакомым лицам. Он видит причины популярности фильма в сохранении традиционных черт советского кино, совместимых с современными реалиями. Отсюда возникает ощущение ностальгии и стабильности, необходимое в эпоху перемен и неопределенности.

## Продолжение
Несмотря на название седьмой части, вскоре был анонсирован и выпущен восьмой фильм. «Ёлки 8» — российский комедийный фильм компании Bazelevs режиссёра Антона Богданова. Является восьмым во франшизе «Ёлки», не учитывая спин-офф «Ёлки лохматые» (2014). В главных ролях: Ольга Бузова, Сергей Светлаков, Иван Ургант и Филипп Киркоров. Фильм вышел в ограниченный прокат в кинотеатрах 16 декабря 2021 года.